# لويس أغيار
لويس أغيار (بالإسبانية: Luis Aguiar)‏ هو مجدف أوروغواياني، ولد في 1 ديسمبر 1939 في كارميلو، أوروغواي ‏ في الأوروغواي.

## وصلات خارجية
- لويس أغيار على موقع الاتحاد الدولي للتجديف (الإنجليزية)
- لويس أغيار على موقع اللجنة الأولمبية الدولية (الإنجليزية)
- لويس أغيار على موقع أوليمبيديا (الإنجليزية)